# Vodní nádrž Kamýk
Vodní nádrž Kamýk je přehradní nádrž na řece Vltavě u obce Kamýk nad Vltavou v okrese Příbram. Přehrada byla postavena jako součást tzv. Vltavské kaskády v letech 1957–1962, pro vyrovnání kolísavého odtoku ze špičkové elektrárny Orlík. Jejími dalšími účely jsou ochrana před povodněmi, vyrovnání průtoků, energetika (vodní elektrárna Kamýk), nalepšení průtoků a rekreace.
Hlavním projektantem díla byl inženýr Karel Švarc. Vlastní projekční práce byly zahájeny v roce 1950 státním podnikem Hydroprojekt Praha. Hlavním geologem byla RNDr. Schütznerová. Základové poměry: žulový masiv Středočeského kraje. Vlastní hornina byla tektonicky zdravá a schopná přenést namáhání betonové hráze do zdravé žulové báze. Dílo bylo navrženo v celé délce s přelivem do nezabetonovaného podloží a sloupec vody si sám při přelití vytvořil vhodné podjezí. Výstavbu zajišťovaly Vodní stavby České Budějovice. Celá koruna hráze byla přelévána 4 hraženými přelivy, každý o rozměru 10 x 7 metrů. Provizorní hražení přelivů bylo zajišťováno odnímatelnými tabulemi těchto rozměrů. U levého břehu byla vystavěna hydrocentrála. Čtyři soustrojí Kaplanových turbín (4 x 90 m3/s, výrobce ČKD Blansko). Přes celou korunu hráze byla provedena jeřábová dráha sloužící pro eventuální opravy hradicích segmentů. Tyto ocelové segmenty dodalo rovněž ČKD Blansko.

## Statistiky
- kvalita vody – dobrá – známka 2 (podle obsahu chlorofylu)
- výška hráze: 17 m
- délka hráze: 158 m
- rozloha hladiny: 195 ha
- max. hloubka: 14 m